# Жюриньяк
Жюринья́к (фр. Jurignac) — коммуна во Франции, находится в регионе Пуату — Шаранта. Департамент — Шаранта. Входит в состав кантона Бланзак-Поршрес. Округ коммуны — Ангулем.
Код INSEE коммуны — 16175.
Коммуна расположена приблизительно в 420 км к юго-западу от Парижа, в 120 км южнее Пуатье, в 20 км к юго-западу от Ангулема.

## Население
Население коммуны на 2008 год составляло 524 человека.
| 1962 | 1968 | 1975 | 1982 | 1990 | 1999 | 2008 |
| ---- | ---- | ---- | ---- | ---- | ---- | ---- |
| 545  | 523  | 552  | 499  | 539  | 501  | 524  |

## Администрация
| Период | Период | Фамилия    | Партия | Примечания |
| ------ | ------ | ---------- | ------ | ---------- |
| 2001   | 2008   | Мариз Муро |        |            |
| 2008   |        | Ги Десель  |        | пенсионер  |

## Экономика
В 2007 году среди 332 человек в трудоспособном возрасте (15—64 лет) 261 были экономически активными, 71 — неактивными (показатель активности — 78,6 %, в 1999 году было 72,4 %). Из 261 активных работали 234 человека (134 мужчины и 100 женщин), безработных было 27 (11 мужчин и 16 женщин). Среди 71 неактивных 17 человек были учениками или студентами, 24 — пенсионерами, 30 были неактивными по другим причинам.

## Фотогалерея
- Военный мемориал
- Церковь Сен-Пьер
- Пересечение автодорог D10 и D107